# Idoia Mendizábal
Idoia Mendizábal Múgica (Lazcao, 19 de junio de 1977) es una terrorista miembro de la organización Euskadi Ta Askatasuna. Fue detenida en octubre de 2005 en localidad francesa de Aurillac, próxima a Clermont-Ferrand, junto a Harriet Aguirre García (lugarteniente de Garikoitz Aspiazu alias “Txeroki”) y a Alberto Garmendia Lacunza.
Su actividad criminal se inició en 1997. Formó parte del comando “Olaia” y entre sus acciones se cree que pudo ser una de las autoras de la colocación de una bomba lapa en los bajos del vehículo de Eduardo Madina, miembro de Juventudes Socialistas. Mendizábal pudo haber sido también autora del envío de paquetes bomba a tres periodistas: Marisa Guerrero, delegada de Antena 3 de Bilbao; Enrique Ybarra, presidente de Administración del Grupo Correo; y Santiago Silván, director territorial de Radio Nacional de España en Bilbao. Además, la detenida participó en la colocación de un artefacto explosivo en un carrito de la compra en el 2002, que explotó al paso de la Teniente Alcalde de Portugalete, Esther Cabezudo.
Reclamada de Francia por los Juzgados Centrales de Instrucción números 2 y 6 de la Audiencia Nacional de España por pertenencia a organización delictiva y delitos de terrorismo, fue entregada a las autoridades españolas el 27 de mayo de 2010. En octubre del mismo año, junto a Asier Arzallus Goñi, fue condenada por la Audiencia Nacional a 15 años de prisión por un delito de tentativa de asesinato terrorista en 2002 de Enrique Ybarra Ybarra, presidente del Grupo Vocento.